# Thyene dancala
Thyene dancala es una especie de araña saltarina del género Thyene, familia Salticidae. Fue descrita científicamente por Caporiacco en 1947.
Habita en Etiopía.